# King’s Raid
A King’s Raid (킹스 레이드 ()) ingyenesen játszható, oldalnézetes RPG mobil játék, amelyet a dél-koreai indie játékfejlesztő, a Vespa fejlesztett ki, és amelyet eredetileg a thaiföldi GloHow cég adott ki, mielőtt a Vespa átvette volna a jogokat 2017 júniusában. Először 2016. szeptember 19-én jelent meg Thaiföldön Android és iOS rendszerekre. A globális verzió 3 szerverből áll, később 2017. február 16-án jelent meg, és támogatja a dél-koreai és az angol nyelvet.
A játékot "karaktergyűjtő SRPG" néven írják le, amely lehetővé teszi a játékosok számára, hogy saját maguk által választott karakterekkel alkothassák meg a csapatjukat a gacsa rendszer nélkül, valós idejű PVP arénával és különféle típusú raid-csatákkal. Valós idejű csatákat tartalmaz 3D grafikával. 2017. szeptember 22-től a játék más nyelveket is támogat, például francia, német, portugál, orosz, spanyol, thai és vietnami nyelveket. A játék angol és koreai hang szinkronokat is támogat. A japán szerver, hang és nyelv hozzáadódott a játékhoz 2018. március 23-án.

## Történet
A játék az Orbis kontinensen játszódik, ami a kardok és a varázslat földje. A játékosok egy Kasel nevű, kiképzés alatt álló lovag történetét követik, aki a bátyja eltűnése mögött rejlő rejtélyt igyekszik feltárni. Útja során találkozik gyermekkori pap barátjával, Frey-jel, Cleo varázslóval és testőrével, Roi-val, és számos más játszható hőssel is találkozik.
A fő történetszál 10 fejezetből áll, aminek a befejező fejezete, a 10. fejezet két részre van bontva, a második fele lezárta Kasel történetét, és ezután egy új karakter történetét követik majd a játékosok.

## Mechanizmusok
Számos játszható karaktert neveznek "hősnek", akiket a játékosok alkalmazáson belüli vásárlás, hősjegyek, NPC hősök megajándékozása vagy barátság kialakítása révén fogadhatnak a fogadóban. Ezeket a hősöket 7 osztályba sorolják (lovagok, harcosok, orgyilkosok, íjászok, gépészek, varázslók és papok), 2 típusú támadásra (fizikai és mágikus) és kezdeti fokozatokra, amelyek a fejlesztések révén növelhetők.
A játékosok összeállíthatnak egy csapatot 4 hősből, akik képesek lefedni az első vonalat, a középső vonalat és / vagy a hátsó vonalat. Bizonyos módokban, például a világ-boss raid-csatában, a játékos 8 karakteres csapatot készíthet (ami közül 4-et automatikusan vezérel a játék).

## Anime
2020 áprilisában egy anime televíziós sorozat adaptációja jelent meg King's Raid: Successors of the Will (キングスレイド 意志を継ぐものたち; Hepburn: Kingusu Reido Ishi o Tsugu Mono-tachi) , amelynek bemutatója 2020. október 3-án volt a TV Tokyo-n. A játék eredeti cselekményétől eltérő történetet, valamint Suzuki Rjota és Nanjo Josino által hangoztatott eredeti karaktereket tartalmaz. A sorozatot az OLM és a Sunrise Beyond animálja, Hosino Makoto rendezi, Simizu Megumi a sorozat zeneszerzője, Arai Tacuja tervezi a karaktereket, Tokuda Maszahiro komponálja a sorozat zenéjét. A játék japán szinkronos változatának szereplői újra felveszik szerepüket. A nyitó téma dal „legendary future” a FripSide által (epizódok 1-13), és az „Eclipse” a Dreamcatcher által (epizódok 14-26), míg a záró téma dal „SticK Out” a Kotoko által (epizódok 1-13), "One Wish" Iida Riho által (14-26. rész). A Funimation megszerezte a sorozat vetítési jogait, és a sorozatot Észak-Amerikában és a Brit-szigeteken található weboldalán közvetíti. A sorozat 26 részig fog futni. 2020. november 28-án bejelentették, hogy a sorozat Blu-ray kiadását törölték.

## Egyéb média
2019. szeptember 18-án a dél-koreai Dreamcatcher lányegyüttes kiadta a Raid of Dream című EP-t, amely a játék történetén és témáin alapult. Tartalmazza a "Deja Vu" dalt, amely a kiadás fő dalaként szolgál. 2019 márciusában és áprilisában a King's Raid japán szervere két karakterdalt adott ki Kara-Annette és Mitra-Crow párokkal.

## Fogadtatás
A játék összesített letöltési száma meghaladta a 13 milliót 150 országban 2020 májusáig.

## Fordítás
Ez a szócikk részben vagy egészben  a   King's Raid című angol Wikipédia-szócikk ezen változatának fordításán alapul.  Az eredeti cikk szerkesztőit annak laptörténete sorolja fel. Ez a jelzés csupán a megfogalmazás eredetét és a szerzői jogokat jelzi, nem szolgál a cikkben szereplő információk forrásmegjelöléseként.

### Angol
- Hivatalos márkaoldal
- Hivatalos közösség
- Facebook oldal

### Koreai
- Naver Cafe oldal

### Japán
- Twitter-fiók
- Hivatalos honlapján
- Anime hivatalos honlapja